# Anna Böger
Anna Böger (née le 1er janvier 1977 à Munich) est une actrice allemande.

## Biographie
Elle reçoit sa formation d'actrice entre 1999 et 2001 au Séminaire Max-Reinhardt à Vienne. En 2001, elle a un engagement au Schauspielhaus de Zurich. D'autres stations de son travail scénique sont le Berliner Ensemble, le Kammerspiele de Munich, à partir de 2008 le Theater Freiburg puis depuis 2011 le Schauspiel Köln.
Böger fait ses débuts au cinéma dans le long métrage Shoppen de 2006. Elle participe à des seconds rôles dans des productions télévisées telles que SOKO Stuttgart. Elle tient un rôle principal dans le film Salami Aleikum de 2009.
Böger parle également anglais et français. Dans ses temps libres, elle pratique la danse flamenco, l'équitation et l'escalade. Elle vit à Francfort-sur-le-Main.

## Filmographie
Cinéma
- 2006 : Le Marché de l'amour (de)
- 2007 : Herr Bello (de)
- 2008 : Mes copines et moi
- 2008 : Les Temps paisibles
- 2009 : Horreur à Kaifeck
- 2009 : Ob ihr wollt oder nicht (de)
- 2009 : Salami Aleikum (de)
- 2014 : En ton absence
- 2014 : Doktorspiele
- 2015 : 3 Türken und ein Baby (de)
- 2018 : Lajkó - Cigány az ürben
- 2018 : Grüner wird’s nicht, sagte der Gärtner und flog davon (de)

Téléfilms
- 2006 : Helen, Ted und Fred
- 2007 : Angsthasen (de)
- 2007 : Les Contes de Grimm : Le Nain Tracassin
- 2008 : Morgen räum ich auf
- 2009 : Schutzlos (de)
- 2012 : Lösegeld (de)
- 2012 : Tatort: Ein neues Leben (de)
- 2014 : Salting the Battlefield
- 2015 : Der Liebling des Himmels (de)
- 2021 : Gefangen (de)

Séries télévisées
- 2011 : Tiere bis unters Dach (5 épisodes)
- 2012 : Tatort: Ein neues Leben (de)
- 2014 : Tatort: Mord ist die beste Medizin (de)
- 2015-2019 : Meuchelbeck (de) (12 épisodes)
- 2020 : Tatort: Niemals ohne mich (de)
- 2021 : Tatort: Was wir erben (de)
- Depuis 2022 : Ruby (de) (8 épisodes)